# Felipe Loyola
Felipe Ignacio Loyola Olea (* 9. November 2000 in Santiago de Chile) ist ein chilenischer Fußballspieler. Der Defensivspieler gewann 2023 mit der U23-Nationalmannschaft die Silbermedaille bei den Panamerikanischen Spielen und gehört seit Oktober 2023 zur A-Nationalmannschaft.

## Karriere

### Verein
Felipe Loyola, auch Vikingo genannt, spielte von 2008 bis 2019 in der Jugend des CSD Colo-Colo. 2020 wurde er an Fernández Vial in die Segunda División verliehen und begann dort seine Profikarriere. Nach dem Aufstieg des Klubs in die Primera B wechselte er fest zu Fernández Vial.
Im Februar 2023 wurde er von CD Huachipato ausgeliehen, das eine Kaufoption vereinbart hatte. Mit Huachipato gewann er im selben Jahr die Meisterschaft 2023. Anschließend zog der Verein die Kaufoption.

### Nationalmannschaft
2023 wurde Loyola in den Kader der U23 für die Panamerikanischen Spielen in Santiago berufen und gewann dort die Silbermedaille.
Im Oktober 2023 debütierte er in der A-Nationalmannschaft unter Trainer Eduardo Berizzo bei der 0:3-Niederlage in der Qualifikation zur Fußball-Weltmeisterschaft 2026 gegen Venezuela.

## Erfolge
Huachipato
- Chilenischer Meister 2023

Chile U23
- Silbermedaille bei den Panamerikanischen Spielen